# Ellen Nordström
Ellen Bernhardina Constancia Nordström, tidigare Larsson, född 16 april 1871 i Göteborgs domkyrkoförsamling, Göteborgs och Bohus län, död 21 november 1950 i Göteborgs domkyrkoförsamling, Göteborgs och Bohus län, var en svensk sångare.

## Biografi
Ellen Nordström föddes 1871 i Göteborg. Hon medverkade inom flera sångsällskap och fick undervisning av sångläraren Zacharias Köster. Nordström bildade 1893 Göteborgsduettisterna tillsammans med alten Gerda Johansson och de debuterade med stor framgång på Helsan i Helsingborg.